# Amanda Tenfjord
Amanda Tenfjord (in greco Αμάντα Τενφιόρντ?), pseudonimo di Amanda Klara Geōrgiadī (in greco Αμάντα Κλάρα Γεωργιάδη?; Ålesund, 10 gennaio 1997), è una cantautrice greca naturalizzata norvegese.
Ha rappresentato la Grecia all'Eurovision Song Contest 2022 con il brano Die Together.

## Biografia
Nata ad Ålesund in Norvegia da padre greco e madre norvegese, ha vissuto i suoi primi anni a Giannina in Grecia, prima di ristabilirsi con la famiglia in Norvegia, nel villaggio di Tennfjord vicino alla città natale.
È salita alla ribalta nel 2014, quando ha pubblicato il suo singolo di debutto Run, utilizzato per la campagna pubblicitaria dell'organizzazione Personskadeforbundet LTN e per il quale, nel 2015, le è stato conferito un premio Musikkprisen.
Nel 2016 ha preso parte alla prima edizione di The Stream su TV 2, dove è riuscita ad arrivare tra i trenta finalisti prima di essere eliminata. Nel 2018 si è esibita come artista ospite per il progetto telethon P3aksjonen. Nello stesso anno è uscito l'EP d'esordio, intitolato First Impression.
Nel 2018 è stata artista di supporto per gli Highasakite, e si è esibita al festival musicale Trondheim Calling, dove le è stato conferito il premio per la cultura giovanile del comune di Haram.
Il 15 dicembre 2021 l'emittente radiotelevisiva greca ERT l'ha selezionata internamente, tra cinque possibili candidati, per rappresentare la Grecia all'Eurovision Song Contest 2022 a Torino. Il suo brano eurovisivo, Die Together, è stato presentato il 10 marzo 2022. Nel maggio successivo, dopo essersi qualificata dalla prima semifinale, Amanda Tenfjord si è esibita nella finale eurovisiva, dove si è piazzata all'8º posto su 25 partecipanti con 215 punti totalizzati, regalando alla Grecia il suo miglior piazzamento dal 2013.

## Discografia

### Album in studio
- 2022 – In Hindsight

### EP
- 2018 – First Impression
- 2021 – Miss the Way You Missed Me

### Singoli
- 2014 – Run
- 2016 – I Need Lions
- 2017 – Man of Iron
- 2018 – First Impression
- 2018 – No Thanks
- 2018 – Let Me Think
- 2019 – Floor Is Lava
- 2019 – Troubled Water
- 2019 – Kill the Lonely
- 2020 – As If
- 2020 – Pressure
- 2020 – Then I Fell in Love
- 2021 – Miss the Way You Missed Me
- 2021 – Promises (con Thomas Dybdahl)
- 2022 – Die Together
- 2022 – Plans
- 2022 – All In
- 2022 – Aman (con Evangelia)
- 2022 – I'll Stay